# 베이징 훙덩
베이징 훙덩 FC(중국어 간체: 北京宏登)는 중국 베이징시에 위치한 해체된 중국 축구 클럽이다. 1997년에 설립되었으며 2010년 리그 시즌 초반에 베이징 베이티다에 인수되었다.